# Aumeville-Lestre

Aumeville-Lestre este o comună în departamentul Manche, Franța. În 1 ianuarie 2022 avea o populație de 125 de locuitori.